# پایگاه هوایی چرنیهیف
پایگاه هوایی چرنیهیف (به انگلیسی: Chernihiv (air base)) یک فرودگاه نظامی است که یک باند فرود بتن دارد و طول باند آن ۲۵۰۰ متر است. این فرودگاه در شهر چرنیهیف کشور اوکراین قرار دارد و در ارتفاع ۱۳۶ متری از سطح دریا واقع شده‌است.